# Lijst van bruggen over de IJzer in België
Een overzicht van de brugverbindingen over de IJzer in België.
| Kaart | Kaart                  | Kaart                        | Kaart      | Kaart |
| ----- | ---------------------- | ---------------------------- | ---------- | ----- |
|       |                        |                              |            |       |
| Nr.   | Naam                   | (Spoor)weg                   | Afbeelding |       |
| 1     | Langebrug              | Kustweg                      |            |       |
| 2     | Iepersas               | N380                         |            |       |
| 3     | Brug bij Mannekensvere | /                            |            |       |
| 4     | Uniebrug               | Brugsesteenweg N367          |            |       |
| 5     | Schoorbakkebrug        | Schorestraat N302            |            |       |
| 6     | Tervatebrug            | Tervaetestraat               |            |       |
| 7     | Brug bij Diksmuide     | Kaaskerkestraat/IJzerlaan    |            |       |
| 8     | Spoorbrug Diksmuide    | Spoorlijn Deinze - Duinkerke |            |       |
| 9     | Knokkebrug             | Knokkestraat                 |            |       |
| 10    | Brug bij Reninge       | Lostraat                     |            |       |
| 11    | Voetbrug Elzendamme    | voetgangers                  |            |       |
| 12    | Brug bij Elzendamme    |                              |            |       |
| 13    | Wandel- en fietsbrug   | Voetgangers                  |            |       |
| 14    | Brug bij Stavele       | IJzerstraat                  |            |       |
| 15    | Wandel- en fietsbrug   | Voetgangers                  |            |       |
| 16    | Brug bij Roesbrugge    | N308                         |            |       |
| 17    | Wandel- en fietsbrug   | Voetgangers                  |            |       |